# マリニャーヌ
マリニャーヌ(Marignane)は、フランスのプロヴァンス＝アルプ＝コート・ダジュール地域圏ブーシュ＝デュ＝ローヌ県イストル郡マリニャーヌ小郡の小郡庁所在地（マリニャーヌ小郡はマリニャーヌとサン＝ヴィクトレ(Saint-Victoret)の2つの市(コミューン)から成り立っている）。
ベール湖のそばに位置しており、マルセイユ・プロヴァンス空港(fr:Aéroport de Marseille Provence)がある。また、エアバス・ヘリコプターズ社のヘリコプター工場も存在している。

## 人口統計
| 1962年 | 1968年 | 1975年 | 1982年 | 1990年 | 1999年 | 2006年 | 2015年 |
| ------ | ------ | ------ | ------ | ------ | ------ | ------ | ------ |
| 10664  | 20044  | 26477  | 31109  | 32325  | 34006  | 32921  | 33929  |

参照元:1962年から1999年までは複数コミューンに住所登録をする者の重複分を除いたもの。それ以降は当該コミューンの人口統計によるもの。1999年までEHESS/Cassini、2006年以降INSEE

## 姉妹都市
- ヴォルフスブルク、ドイツ
- フィゲーラス、スペイン
- ゲッド、ハンガリー
- スラニク、ルーマニア
- ラヴァヌーザ、イタリア

## 参照
1. ↑  http://cassini.ehess.fr/cassini/fr/html/fiche.php?select_resultat=21204
2. ↑  https://www.insee.fr/fr/statistiques/3293086?geo=COM-13054
3. ↑  http://www.insee.fr